# Jozef Kollár
Jozef Kollár (Banská Štiavnica, 8 marzo 1899 – Banská Štiavnica, 21 ottobre 1982) è stato un pittore slovacco, esponente della generazione interbellica moderna, fu paesaggista.

## Biografia
Nacque in una semplice famiglia di minatori. Dopo la morte di suo padre, il suo padrino gli permise di completare gli studi ginnasiali. Successivamente, il suo interesse per la pittura lo condusse nello studio del pittore Elemír Halász-Hradil a Košice. Grazie a lui, compì viaggi per mostre di pittori di tutto il mondo, studiò alla scuola d'arte estiva di Baia Mare e giunse all'Accademia di Belle Arti di Monaco (professor Knier), che dovette però abbandonare dopo un anno per via di disordini. Cercò quindi di proseguire i suoi studi a Budapest. Fu accettato e terminò gli studi con successo sotto il professor Gyula Rudnay. 
Dopo alcuni anni tornò alla sua natia Banská Štiavnica, ma a quel tempo era completamente senza risorse. Collaborò al museo cittadino e andò a dipingere i paesaggi collinare circostante. Realizzò anche ritratti di minatori e anziani. Lavorò alla sua prima mostra, che ebbe luogo a Košice nel 1931. Ebbe molto successo, che gli consentì l'opportunità di trascorrere 8 mesi con una borsa di studio in Italia, Germania e Austria. Dopo il suo ritorno, pieno di energia si immerse nell'opera delle associazioni artistiche e divenne seguace dell'idea di Janko Alexy di fondare una cosiddetta colonia d'arte a Piešťany, dove si trasferì per qualche tempo (1935-1936). In seguito tornò ancora a Banská Štiavnica, ove visse e lavorò fino alla vecchiaia. È sepolto nella stessa città. Nella sua città natale gli è stata intitolata una pinacoteca, che è parte del Museo minerario slovacco.
Nel 1957 lo Stato gli conferì il titolo di artista meritevole e nel 1972 quello di artista nazionale.

## Attività artistica
Nella prima fase del lavoro indipendente di Kollár, era evidente l'influenza dell'insegnamento di Rudnay. Dipingeva in tonalità scure, con tratto robusto. Dopo essere tornato dall'Italia, abbandonò le pennellate pesanti e iniziò a usare colori più vivaci. Dopo il periodo di Piešťany si rivolse alla sintesi monumentale. Dipingeva ritratti, nature morte, paesaggi, la sua città natale e la sua tavolozza era piena di colori, in particolare quelli dell'autunno. Organizzò diverse mostre personali e partecipò a numerose mostre collettive. Lavorò fino alla sua morte, realizzando circa 3000 oli e 2000 disegni e studi.

## Mostre
- Jozef Kollár: Výstava súborného diela, Bratislava, 1956
- Jozef Kollár: Súborné dielo, Banská Bystrica, 1973
- Jozef Kollár: Výber z tvorby, Banská Bystrica, 1978
- Jozef Kollár: Výběr z díla, Bratislava, 1979

### Mostre collettive
- 1949 - Československý lid a jeho kraj v životě, práci a zápasu,
- 1955 - Deset let československé lidově demokratické republiky ve výtvarném umění: Malířství,
- 1960 - Současné slovenské umění,
- 1945 - 1960, 1978 - Umění vítězného lidu. Přehlídka současného československého výtvarného umění k 30. výročí Vítězného února,
- 2007 - Tatry v umění,
- 2012 - Zbierka Bohumila Hanzela 1990 - 2012.